# تلمبه خاتون‌آباد
تلمبه خاتون‌آباد روستایی در دهستان ملک‌آباد بخش گلستان شهرستان سیرجان استان کرمان ایران است.

## جمعیت
بر پایه سرشماری عمومی نفوس و مسکن در سال ۱۳۹۵ جمعیت این مکان ۲۲ نفر (۶خانوار) بوده‌است.